# Церетели, Улфие Сулеймановна
Улфие Сулеймановна Церетели (1925, село Кведа-Самеба, Кобулетский район, АССР Аджаристан, ССР Грузия) — советский передовик сельского хозяйства, звеньевая колхоза имени Ленина Кобулетского района, Аджарская АССР, Грузинская ССР. Герой Социалистического Труда (1948).

## Биография
Родилась в 1925 году в крестьянской семье в селе Кведа-Самеба АССР Аджаристан. После окончания местной сельской школы с начала 1940-х годов трудилась на чайной плантации колхоза имени Ленина Кобулетского района с усадьбой в селе Кведа-Самеба. В своей трудовой деятельности отличалась трудолюбием и высокой ответственностью. Через некоторое время ей доверили возглавлять комсомольско-молодёжное звено бригады № 3, состоящее из четырёх человек. Звено под её руководством обрабатывало 4 гектара чайной плантации, два из которых были стахановские.
В 1947 году в течение вегетационного периода каждая девушка звена выполняла ежедневно по 3 — 4 нормы, снимая листья с каждого куста по 10 раз. Каждый член звена выработал по 400 трудодней. Было получено 10056 килограмма чайного листа с участка площадью 10 гектаров, что стало рекордным показателем во всей Аджарской АССР. Улфие Церетели со стахановского участка получила 5430 килограмма на стахановском участке площадью 0,5 гектара. Указом Президиума Верховного Совета СССР от 21 февраля 1948 года удостоена звания Героя Социалистического Труда за «получение в 1947 году высокого урожая сортового зелёного чайного листа и табака» с вручением ордена Ленина и золотой медали «Серп и Молот» (№ 883).
После выхода на пенсию проживала в родном селе Кведа-Самеба Кобулетского района.